# Estación de Balard
La estación de Balard es una estación del metro de París situada en el XV Distrito al suroeste de la capital. Es uno de los terminales de la línea 8. Ofrece una conexión con la línea 3 del tranvía parisino.

## Historia
La estación fue inaugurada el 27 de julio de 1937. Inicialmente el nombre elegido era Porte de Sèvres aunque finalmente se optó por el actual. Durante la Segunda Guerra Mundial un bombardeo aliado causó un muerto y graves daños materiales.  Debe su nombre al químico francés Antoine-Jérôme Balard conocido por haber descubierto el bromo.

## Descripción
Se compone de tres vías y dos andenes, ordenados de la siguiente forma: v-a-v-v-a. Sigue un diseño clásico aunque los habituales azulejos blancos solo recubren una parte mínima de la estación, el resto ha sido pintado de blanco. Su iluminación ha sido renovada con puntos de luz adheridos directamente a la bóveda situados por encima de los dos andenes. La estación se completa con cuatro vías de garaje.